# Happily Divorced
Happily Divorced ist eine von Fran Drescher und Peter Marc Jacobson entworfene und vor allem von ihren Erfahrungen inspirierte US-amerikanische Sitcom. Thematisiert wird das Leben einer Floristin aus Los Angeles, die nach 18 Jahren Ehe herausfindet, dass ihr Mann schwul ist. Die Serie wurde von 2011 bis zu ihrer Einstellung 2013 auf dem US-Kabelsender TV Land ausgestrahlt. Es ist die dritte eigens von TV Land produzierte Sendung nach Hot in Cleveland und Retired at 35.

## Handlung
Fran Lovett betreibt in einem Anbau ihres Hauses in Los Angeles einen Blumenladen, ihr Mann Peter ist Immobilienmakler. Eines Nachts weckt er sie und teilt ihr mit, dass er schwul sei. Die beiden lassen sich scheiden, müssen allerdings feststellen, dass ihr Haus wegen des Einbruchs des Immobilienmarkts in den USA so stark an Wert verloren hat, dass sie mit dem Erlös und ihren Einkommen keine zwei Wohnungen finanzieren könnten. Notgedrungen leben sie also auch noch nach der Scheidung zusammen, was, obwohl beide grundsätzlich noch freundschaftlich verbunden sind, regelmäßig zu Streitigkeiten führt. Beide versuchen – jeder auf seine Weise – den Mann fürs Leben zu finden. Während Fran zwischenzeitlich sogar mit Elliot eine Verlobung eingeht, bleiben Peters Datingversuche lange Zeit erfolglos, bevor auch er schließlich eine längere Beziehung mit Chris beginnt.
Zum engeren Umfeld von Fran und Peter gehören Frans Eltern, Glenn und Dori, Frans Schulfreundin, Judi, sowie Frans Mitarbeiter Cesar.

## Besetzung

### Hauptdarsteller
Die Hauptfiguren sind:
- Fran Drescher als Fran Lovett (geb. Newman), eine Floristin aus Los Angeles
- John Michael Higgins als Peter Lovett, ein Immobilienmakler und Frans Ex-Ehemann
- Tichina Arnold als Judi Mann, Frans beste Freundin
- Valente Rodriguez als Cesar, Frans Angestellter aus Mexiko
- Rita Moreno als Dori Newman, Frans Mutter
- Robert Walden als Glenn Newman, Frans Vater

### Gastdarsteller in wiederkehrenden Rollen
- Donald. W. Moffett als Elliot, Frans Verlobter
- Renée Taylor als Marilyn, eine Nachbarin und Freundin & Rivalin von Dori
- Joan Collins als sie selbst, Peter ist ihr persönlicher Assistent
- Harry Van Gorkum als Neill, der Nachbar

### Gastdarsteller
- Ian Ziering als Robert, Leiter einer Selbsthilfegruppe (Staffel 1, Episode 5)
- Lou Diamond Phillips als David, Judis Date (Staffel 1, Episode 8)
- Robert Gant als Marc, Peters Date (Staffel 1, Episode 8)
- Charles Shaughnessy als Gregory Sherwood, ein bekannter Autor (Staffel 1, Episode 10)
- Morgan Fairchild als Jill, Frans Erzfeindin aus dem College (Staffel 2, Episode 1)
- Ann Guilbert als Myrna Kapelmaster, Marilyns Mutter (Staffel 2, Episode 4)
- John Schneider als Adam, Frans Abenteuer-Date (Staffel 2, Episode 7)
- Rosie O’Donnell als Katy, eine High-School-Freundin von Fran (Staffel 2, Episode 9)
- Dan Aykroyd als Harold, Frans Blind-Date und ein Therapeut (Staffel 2, Episode 10)
- Judy Reyes als Teresa, Cesars Ehefrau (Staffel 2, Episode 11)
- Ralph Macchio als Frankie, Pizzamann aus New York und Frans Date (Staffel 2, Episoden 12 & 13)
- Robert Wagner als Elliots Vater (Staffel 2, Episode 14)
- Florence Henderson als Elliots Mutter (Staffel 2, Episode 14)
- Debi Mazar als Jan, potenzielle Mitbewohnerin Peters wenn Fran auszieht (Staffel 2, Episode 15)
- Cyndi Lauper als Kiki, Tochter von Marilyn und Frans Sandkastenfreundin (Staffel 2, Episode 17)
- Colin Ferguson als Chris, Peters Freund (Staffel 2, Episode 20 & 24)
- Molly Shannon als Peggy, Peters Schwester und Frans Albtraum (Staffel 2, Episode 21)

## Synchronisation
Für die deutsche Fassung der Serie ist Peter Minges verantwortlich, der auch das Dialogbuch schrieb.
| Rolle | Staffel (Episode) | Schauspieler         | Synchronsprecher   |
| ----- | ----------------- | -------------------- | ------------------ |
| Fran  | 1.01–2.24         | Fran Drescher        | Susanna Bonasewicz |
| Peter | 1.01–2.24         | John Michael Higgins | Frank Röth         |
| Judi  | 1.01–2.24         | Tichina Arnold       | Anke Reitzenstein  |
| Cesar | 1.01–2.24         | Valente Rodriguez    | Nico Mamone        |
| Dori  | 1.01–2.24         | Rita Moreno          | Isabella Grothe    |
| Glenn | 1.01–2.24         | Robert Walden        | Bodo Wolf          |

## Entwicklung und Produktion
Vereinigte Staaten
Happily Divorced ist von den Lebensgeschichten der Serienschöpfer Fran Drescher und Peter Marc Jacobson inspiriert. Die beiden waren bereits auf der High School ein Paar und haben 1978 geheiratet. 1999 ließen sie sich scheiden. Später outete sich Jacobson vor Drescher als schwul, aber die beiden blieben gute Freunde. 2010 begann das Paar, das zuvor bereits zusammen an Dreschers Erfolgs-Sitcom Die Nanny gearbeitet hat, die neue Show auf ihren Lebenserfahrungen basierend zu entwickeln. Ursprünglich plante Drescher Happily Divorced nur zu schreiben und zu produzieren, entschied sich dann jedoch, die Hauptrolle zu übernehmen. Im November 2010 gab TV Land grünes Licht für eine Pilot-Folge. Am 21. März 2011 gab der Sender bekannt, eine erste, 10 Episoden umfassende, Staffel zu produzieren. Die Show wurde in den CBS Radford Studios in der „Studio City“ bei Los Angeles vor Live-Publikum aufgenommen. Der Vorspann ist – wie bei Fran Dreschers Sitcom Die Nanny – ein mit eigens komponierter Musik unterlegter Zeichentrick und stellt die Geschichte des Ehepaars vor (Kennenlernen, Hochzeit, Coming Out, Scheidung, Zusammenleben). Auch in dieser Sitcom – ebenfalls wie bei Die Nanny – verzichtet Drescher auf einen anderen Rollennamen und heißt auch hier „Fran“. Die Erstausstrahlung der Serie fand am 15. Juni 2011 nach der Sendung Hot in Cleveland statt.
Am 20. Juli 2011 gab TV Land bekannt, eine zweite, zwölf Episoden umfassende Staffel von Happily Divorced zu produzieren, deren Ausstrahlung ab dem 7. März 2012 zu sehen war. Am 29. April 2012, am Tag der TV Land Awards 2012, gab der Sender bekannt, die auf ursprünglich zwölf Episoden geplante zweite Staffel um zwölf weitere Episoden zu verlängern, so dass die zweite Staffel mit insgesamt 24 eine vollständige Staffel bildete. Die zweite Hälfte wurde zwischen dem 28. November 2012 und dem 13. Februar 2013 ausgestrahlt.
Im August 2013 gab TV Land bekannt, dass die Serie eingestellt wird.
Wie auch bei Die Nanny traten in den Gastrollen prominente Schauspieler auf. Mit Charles Shaughnessy, Renée Taylor und Ann Guilbert waren in Happily Divorced gleich drei Schauspieler zu sehen, die bereits zum festen Cast von Die Nanny gehörten.
Deutschland
Die deutschsprachige Erstausstrahlung fand ab dem 10. Juli 2013 beim Pay-TV-Sender Glitz* statt.
Erstmals im Free-TV liefen alle 34 Folgen ab dem 16. Oktober 2014 im ARD-Programm Einsfestival.
International
Endemol hat Happily Divorced in mehrere Länder verkauft. Die Show wurde von SBS 6 in den Niederlanden, SABC in Südafrika, Shaw TV in Kanada, Comedy Central in Italien, MTV in Südamerika und TVNZ in Neuseeland verkauft. Ähnliche Verhandlungen mit einem deutschen Unternehmen für Happily Divorced werden künftig bekannt gegeben werden. Fortgeschrittene Verhandlungen gibt es außerdem in Indien, Polen und Schweden.

## Rezeption
Bereits vor Erstausstrahlung gab es in den USA viel Aufregung um die neue Sendung, denn mit The Nanny schuf Drescher eines der Erfolgsformate der 1990er. Die Pilotfolge von Happily Divorced war ein großer Erfolg: sie wurde, Wiederholungen am späteren Abend inkludiert, auf dem kleinen Sender TV Land von 4,4 Millionen Zuschauern verfolgt und lag über dem Vierfachen des Senderschnitts. Happily Divorced trug erheblich dazu bei, dass der 15. Juni 2011 der zweit erfolgreichste Tag von TV Land wurde. Die Einschaltquoten der restlichen Episoden der ersten Staffel konnten an den starken Auftakt nicht anknüpfen und schwankten im Bereich von 1,4 bis 1,7 Millionen Zuschauer. In der zweiten Staffel sanken die Quoten weiter ab. Nach einem mit fast 1,5 Millionen Zuschauern soliden Auftakt, konnten spätere Folgen teils nicht einmal mehr die Millionenmarke knacken.
Die Rezensionen waren gemischt. David Hinckley schrieb für die New York Daily News, dass „sich wohl eine sehr interessante Geschichte entwickeln wird, obwohl für eine Serien-Premiere eher untypisch viele Einzeiler rausgehauen wurden.“ Brian Lowry von der Variety empfand die Serie als „nur zu offensichtlich mit schwulen Vorurteilen gefüllt, aber ein Muss für Drescher Fans“. Mark A. Perigards Rezension in The Boston Herald war durchaus empathisch; er findet, dass „TV Land, als junger und noch recht kleiner Sender, mit Happily Divorced endlich ein perfektes Format neben dem Riesenerfolg Hot in Cleveland gefunden hat.“

## DVD-Veröffentlichung
Vereinigte Staaten
- Staffel 1 erschien am 6. März 2012

Deutschland
- Staffel 1 + 2 erschienen im Juni 2015 in 3 Boxen auf DVD